# Isao Hosoe
Isao Hosoe (Tokyo, 8 marzo 1942 – Milano, 3 ottobre 2015) è stato un ingegnere e designer giapponese.

## Biografia
Nacque a Tokyo e compì i suoi studi alla Nihon University di Tokyo, dove si laureò nel 1965 in Ingegneria aerospaziale con una tesi su un aereo a propulsione umana, conseguendo poi il Master of Science nel 1967. Nello stesso anno si trasferì in Italia, a Milano, per collaborare con Gio Ponti e Alberto Rosselli dello Studio Ponti-Fornaroli-Rosselli dal 1967 al 1974. Nel 1985 fondò il proprio studio Isao Hosoe Design.
Membro dell'ADI (Associazione per il disegno industriale), della SIE (Società italiana di ergonomia), del Japan Design Committee e del Japan Inter-Design Forum, fu docente di Industrial design al Politecnico di Milano, alla Sapienza - Università di Roma, alla Facoltà di architettura ad Alghero, alla Domus Academy, all'Università di Siena, all'ISIA di Firenze, all'Istituto di Design di Cagliari,  alla scuola Les Ateliers di Parigi, all'Elisava di Barcellona, alla RISD di Providence, all'Università di Lisbona.
Diversi suoi progetti sono in esposizione permanente presso il Centro Georges Pompidou di Parigi, il Victoria and Albert Museum di Londra, ma anche a Milano e Chicago. Gli furono conferiti numerosi premi, anche in ambito internazionale, per i progetti nel campo del product design e del design di interni, dei trasporti, delle telecomunicazioni e dell'elettronica: tra questi figurano il Compasso d'Oro con l'autobus Iveco Spazio per la Carrozzeria Orlandi (Modena), il Good Design Award Tokyo e la Medaglia d'Oro della Triennale di Milano.
Ha vinto numero premi tra i quali Il Compasso d'oro, il Premio SMAU, il Good Design Award del Chicago Athenaeum, il premio Red Dot, il Good Design Award in Giappone. Durante la sua carriera ha collaborato con Arflex, Belli e Forti, Bisazza, Bosch, Telecom, Cassina, Fiat, Fujitsu, Isa, Itoki, Loccioni, Luxit, Mitsubishi, Palazzoli, Philips, Piaggio, Sacea, Sacmi, Segis, SNCF, Steelcase Strafor, Tiffany, Tonelli, Valenti e Zanussi.
È stato l'ideatore del gioco Play 40, facente parte del progetto Play Factory in collaborazione col gruppo Loccioni ed edito nel 2008 da Corraini Edizioni. Play 40 è un gioco, ma anche uno strumento di lavoro, costituito da due mazzi di carte per la stimolazione creativa, la creazione di nuove idee e la serendipità.
Morì il 3 ottobre 2015 a Milano. È sepolto presso il cimitero di Appiano Gentile (Como), cittadina nella quale andava in villeggiatura.